# Tekman (district)
Tekman is een Turks district in de provincie Erzurum en telt 32.090 inwoners (2007). Het district heeft een oppervlakte van 2237,0 km². Hoofdplaats is Tekman.
De bevolkingsontwikkeling van het district is weergegeven in onderstaande tabel.
| 1997   | 2000   | 2007   |
| ------ | ------ | ------ |
| 32.950 | 34.640 | 32.090 |